# Jędrzej Chumiński
Jędrzej Chumiński (ur. 17 czerwca 1960 we Wrocławiu) – polski ekonomista specjalizujący się w historii gospodarczej, wykładowca Uniwersytetu Ekonomicznego we Wrocławiu.

## Życiorys
Syn Bogusława Chumińskiego, pracownika naukowo-dydaktycznego Politechniki Wrocławskiej oraz prawniczki Hanny Dobrowolskiej. Bratanek Jerzego Chumińskiego.
W marcu 1993 roku uzyskał stopień naukowy doktora nauk ekonomicznych na podstawie uchwały Rady Wydziału Gospodarki Narodowej Akademii Ekonomicznej im. Oskara Langego we Wrocławiu, po publicznej obronie rozprawy zatytułowanej Kształtowanie się środowiska robotników przemysłowych Wrocławia w latach 1945–1949, którą przygotował pod kierunkiem Wacława Długoborskiego. W lipcu 1999 roku uzyskał na tej samej uczelni habilitację. W 2020 roku otrzymał tytuł profesora.
W latach 2012–2016 pełnił funkcję prodziekana do spraw studiów niestacjonarnych i podyplomowych Wydziału Nauk Ekonomicznych Uniwersytetu Ekonomicznego we Wrocławiu. Kierownik Katedry Filozofii i Historii Gospodarczej Wydziału Ekonomii i Finansów Uniwersytetu Ekonomicznego we Wrocławiu.
W swojej pracy badawczej skupia się na historii gospodarczej Polskiej Rzeczypospolitej Ludowej, w szczególności w ujęciu komparatystycznym i na tle powojennych przemian społecznych. Autor kilkudziesięciu artykułów naukowych publikowanych w Polsce i za granicą, w tym np. w „Kwartalniku Historycznym”.

## Wybrane monografie
- Ruch zawodowy w Polsce w warunkach kształtującego się systemu totalitarnego 1944–1956, Wrocław 1999, ISBN 83-7011-374-5, stron 428;
- Robotnicy polscy 1945–1956. „Stary” i „nowy” ośrodek przemysłowy na przykładzie Krakowa i Wrocławia, Wrocław 2015, ISBN 978-83-7695-516-2, stron 629;
- „Kadry decydują o wszystkim”. Nowa inteligencja w przemyśle polskim (1945–1956), Wrocław 2021, ISBN 978-83-7695-861-3, stron 373.